# Ibanez JEM
Ibanez JEM é um modelo de guitarra elétrica produzida pela Ibanez desde 1987.
A guitarra é famosa por ser usada e por ter sido co-desenhada pelo guitarrista virtuoso estadunidense Steve Vai. A guitarra veio a público em 1987 durante uma feira de instrumentos musicais nos EUA. Além do acabamento impecável, uma das características que mais chama a atenção é a abertura no formato de alça para as mãos, chamada de “monkey grip”, ou "Pegada do Macaco".

Em 2010, existiam 5 sub-modelos desta guitarra: JEM7, JEM77, JEM777, JEM555, JEM333, and JEM70V.
As guitarras possuem uma configuração H-S-H (humbucker-single-humbucker), um sistema de trêmolo de travamento duplo licenciado da Floyd Rose e um extenso e elaborado desenho na escala chamado Vine of Life (Videira da Vida). Steve também está por trás da versão de 7 cordas da JEM, chamada Universe.

## História
Em 1985, Steve Vai acabara de entrar para o mais cobiçado hall de guitarristas consagrados. Subitamente empurrado para arenas e holofotes, seu equipamento precisava ser modificado, e era hora de projetar uma nova guitarra, que correspondesse às suas expectativas, pegada e estilo.
Assim, a guitarra foi desenhada por Steve Vai, para ser a guitarra definitiva para o seu gosto pessoal e suas idiossincrasias. Por isso, muitas das características da guitarra foram feitas a pedido do Vai, como o famoso "Monkey Grip".  Porém, ele não queria torná-la uma guitarra apenas do Steve Vai. Steve pediu, então, que se fizessem essas guitarras, mas que outras pessoas também pudessem consumi-las.
| “ | "Meu objetivo era de transcender meu próprio nome. Obviamente, a guitarra tinha que ser boa para eu tocar, mas também tinha que ser boa para os outros tocarem. Tinha que ser muito bonita, confortável, amistosa. Nós conseguimos isso. A JEM é a guitarra ideal para mim. Qualquer outra guitarra parece estranha, não tem a vibração certa. Em qualquer lugar do mundo posso ir a uma loja de música, pegar uma JEM e está será minha guitarra, minha voz." | ” |

Steve enviou os seus planos baseados em torno de ideias de todas as suas guitarras favoritas. Foram feitos dois protótipos desses planos. O primeiro foi semi-oco, feito de maple sólida com um pescoço de bordo. O segundo foi maple / mogno / maple, com um corpo sólido.

### Características

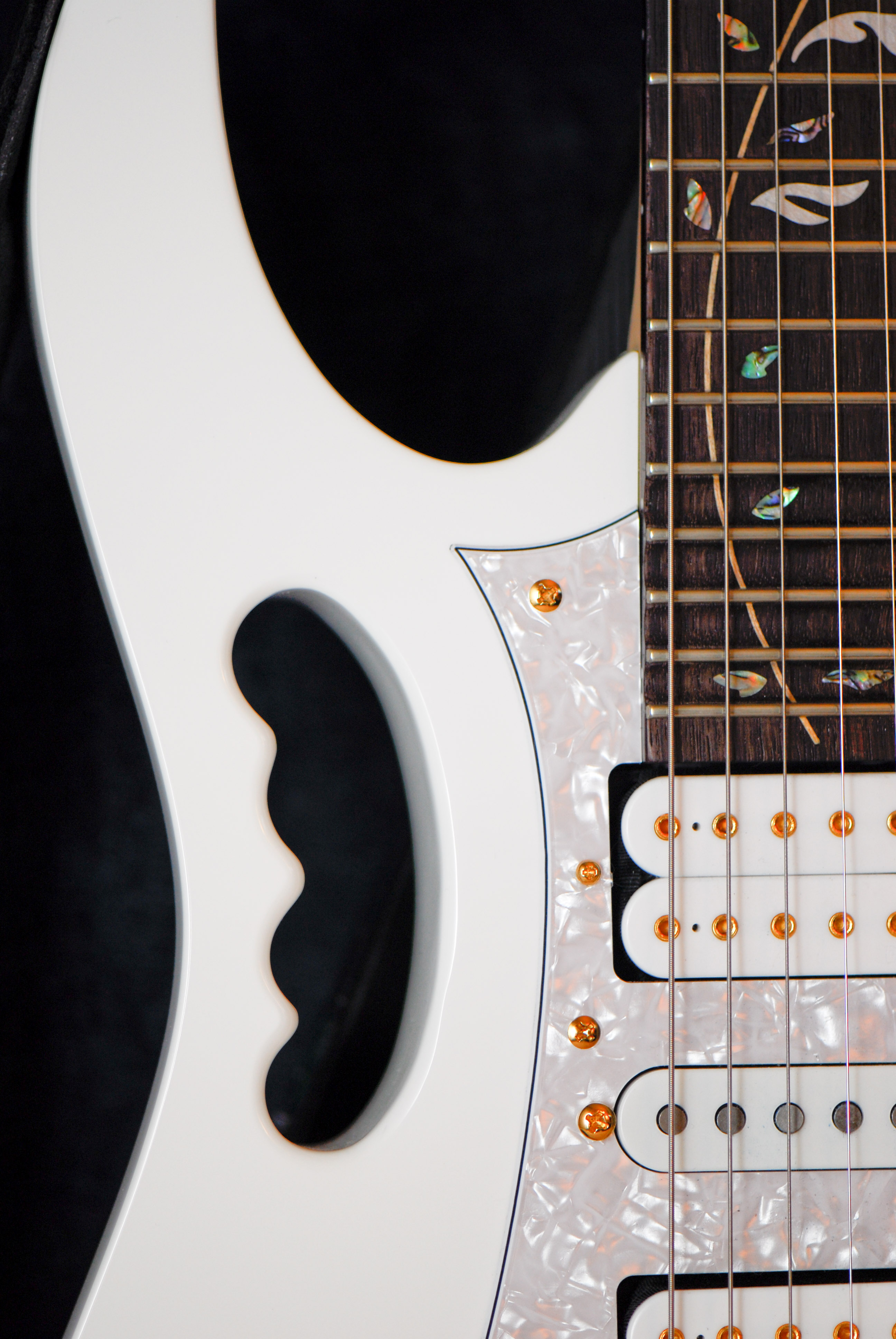
"Monkey Grip"

#### Monkey Grip
"Monkey Grip", ou "Pegada do Macaco" é uma alça de mão talhada no corpo da guitarra, fazendo um buraco no mesmo.
O Monkey Grip acabou se tornando uma característica própria desta guitarra. Esta "Pegada" tem uma finalidade prática: Steve a usa para segurar a guitarra com uma mão e fazer "tapping" nas cordas com a outra mão. Além disso, Steve costuma segurar a guitarra e girar seu corpo segurando-a, usando esta alça.

#### Lion´s Claw
"Lion´s Claw" é um tipo de alavanca usado na guitarra que permite que o pitch seja elevado ou reduzido, sem obstruções.

#### "Tree of life"
"Tree of life" é a designação do binding presente no braço da guitarra, em forma de ramos e folhas.